# Marquesado de Santa María de la Almudena
El marquesado de Santa María de la Almudena es un título nobiliario español creado por Francisco Franco el 5 de febrero de 1954 en favor de Juan Bautista Tedeschini y Danieli, sobrino paterno del Cardenal Tedeschini, nuncio en España durante la Restauración y la Segunda República Española entre 1921 y 1936.

## Denominación
La denominación de la dignidad nobiliaria se refiere a Santa María de la Almudena.

## Carta de otorgamiento
La concesión de este título representa uno de los raros supuestos de gracia secreta, otorgado en circunstancias especiales (otros casos semejantes los encontramos, por ejemplo, en la creación del ducado de Riánsares y en el marquesado de Valcarlos). En este marquesado en cuestión, la ausencia de publicidad se produjo a petición del cardenal Tedeschini, tío paterno del agraciado, y dicha publicidad debía quedar ignorada hasta el fallecimiento del mismo, momento a partir del cual comenzaba a surtir efecto público el otorgamiento del título. El fallecimiento se produjo en 1959.
Texto íntegro del Despacho de comunicación particular de la concesión del título: 

«Don Francisco Franco Bahamonde, Jefe del Estado Español.
A Vos Eminentísimo y Reverendísimo Cardenal Federico Tedeschini, en reconocimiento de vuestros altos méritos personales, del afectuoso interés que tan reiteradamente habéis demostrado por España y en recuerdo, memoria y testimonio de gratitud por la misión de Cardenal Legado de Su Santidad el Papa Pío XII al Congreso Eucarístico Internacional de Barcelona, al que os acompañó como Gentilhombre de Honor vuestro sobrino Don Juan Bautista Tedeschini Danieli, y de acuerdo con mi Consejo de Ministros, por Decreto de cinco de febrero de mil novecientos cincuenta y cuatro, tuve a bien hacer merced de Título del Reino con la denominación de Marqués de Santa María de la Almudena a favor de Don Juan Bautista Tedeschini Danieli, para sí, sus hijos y sucesores legíti- mos, con carácter perpetuo y con exención de derechos fiscales hasta la segunda transmisión, y también autorizar a los demás familiares legítimos vuestros para que puedan unir a sus apellidos la mención del Marquesado de Santa María de la Almudena. Por tanto, he resuelto expedir el presente Despacho por el cual es mi voluntad que Don Juan Bautista Tedeschini Danieli, sus hijos y sucesores legítimos varones y hembras, cada uno en su respectivo tiempo y lugar según el orden regular de suceder, puedan usar el título de Marqués de Santa María de la Almudena y que desde ahora y en adelante con él se llamen y titulen los que acrediten la cualidad de sucesores, y que también los demás familiares legítimos vuestros puedan unir a sus apellidos la mención del Marquesado de Santa María de la Almudena. En su consecuencia, encargo y mando a los Prelados, Grandes y Títulos del Reino, Generales y Jefes del Ejército y Armada, Presidentes y Magistrados del Tribunal Supremo y de las Audiencias, Gobernadores de las Provincias, Jueces, Alcaldes, Ayuntamientos y demás Autoridades, Corporaciones y personas particulares a quienes corresponda, que tengan a Don Juan Bautista Tedeschini Danieli por tal Marqués de Santa María de la Almudena, como yo ahora le nombro y titulo, con las honras, preeminencias y prerrogativas que gozan y deben disfrutar los demás Títulos del Reino, así por derecho y leyes del mismo como por usos y costumbres tan cumplidamente que no le falte cosa alguna, sin que para la perpetuidad de esta gracia sea necesario otro mandato, cédula ni licencia; pero con la declaración de que cada uno de sus sucesores en la mencionada dignidad, para hacer uso de ella, queda obligado a obtener previamente Carta de sucesión dentro del término señalado y en la forma establecida o que se estableciere.
Dado en Madrid a quince de junio de mil novecientos cincuenta y cuatro.-FRANCISCO FRANCO.-El Ministro de Justicia, ANTONIO ITURMENDI BAÑALES.
Su Excelencia expide Despacho de creación del Título de Marqués de Santa María de la Almudena, libre de gastos, a favor de Don Juan Bautista Tedeschini Danieli, para sí, sus hijos y sucesores legítimos, y en atención a los méritos del Eminentísimo y Reverendísimo Cardenal Federico Tedeschini."»
Despacho de 15 de junio de 1954, comunicando el Decreto de concesión de 5 de febrero de 1954
Puede consultarse en el artículo de Vicente Cadenas y Vicent:
«Gracia secreta en la concesión de un título nobiliario: el Marquesado de Santa María de la Almudena»,
publicado en la revista Hidalguía, número 58, mayo-junio de 1963, página 301-304.

## Armas
De los Tedeschini: partido: en la 1.ª de azur, una torre almenada con ventanas y cerrada al natural, en la 2.ª de sinople, una banda dorada cargada con dos cabezas de serpiente, linguadas y afrontadas y acompañadas arriba y abajo por dos estrellas de plata, jefe de gules con un dragón de plata, sobre el todo un escudo de azur con una torre al natural fundada en el mar ondulado y apoyando una paloma de plata; envolvido y flanqueado por las letras S.A.N.A. en mayúsculas de sable. Lema: OMNIA ET EN OMNIBUS CHRISTUS.

## Marqueses de Santa María de la Almudena
| I | Juan Bautista Tedeschini y Danieli | 1954-¿? |
| El título se encuentra actualmente vacante, disponiendo sus descendientes o sucesores de un plazo de 5 años, desde el fallecimiento del último titular, para solicitar la sucesión en el título, y después de un plazo de 40 años antes de que caduque finalmente y revierta a la corona, a tenor de los dispuesto en el Decreto 222/1988, de 11 de marzo. |                                    |         |

## Historia de los marqueses de Santa María de la Almudena
- Juan Bautista Tedeschini y Danieli (en italiano: Giovanni Battista Tedeschini Danieli) (Antrodoco, 22 de junio de 1928 - ?), I marqués de Santa María de la Almudena, I marqués de Val d'Oracolo por primogenitura masculina con el título general, incluso su hermano, hermana y primo, de nobles de los marqueses de Val d'Oracolo en Italia por Humberto II de Italia nel exílio, de motu proprio, el 16 de septiembre de 1959, caballero de la Real Orden de Isabel la Católica,[4] hijo de Marino Tedeschini y de su esposa Nice Danieli; hermano de Patricio Tedeschini y Danieli (en italiano: Patrizio Tedeschini Danieli) (Antrodoco, 4 de junio de 1920 - ?), casado el 22 de junio de 1946 con la Noble Rosy Maoli (en italiano: Nobile Rosy Maoli), de quien tuvo a: Fadrique Tedeschini y Maoli (en italiano Federico Tedeschini Maoli) (Roma, 24 de enero de 1948), casado con Elvira Gentile (en italiano: Elvira Gentile) y padre de Marco Tedeschini y Gentile (en italiano: Marco Tedeschini Gentile) (Roma, 29 de junio de 1984) y Ludovia Tedeschini y Gentile (en italiano: Ludovia Tedeschini Gentile) (Roma, 19 de septiembre de 1991); Rosina Tedeschini y Maoli (en italiano: Rosina Tedeschini Maoli), sor María Patricia de Santa Rosa (en italiano: Suora Maria Patrizia di Santa Rosa); Claudia Tedeschini y Maoli (en italiano: Claudia Tedeschini Maoli); y Ana Tedeschini y Maoli (en italiano: Anna Tedeschini Maoli); y primo hermano de Alfonso Tedeschini y Virgilio (en italiano: Alfonso Tedeschini Virgilio) (? - 19 de enero de 1974), abogado defensor en la Casación, hijo de su tío paterno Costantino Tedeschini y de su esposa Anna Virgilio. Los Tedeschini son una familia de la Región de Abruzos, en el antiguo Reino de las Dos Sicilias, de antiguo origen Lombardo, residente en Roma.[5]